# Ehrencreutz

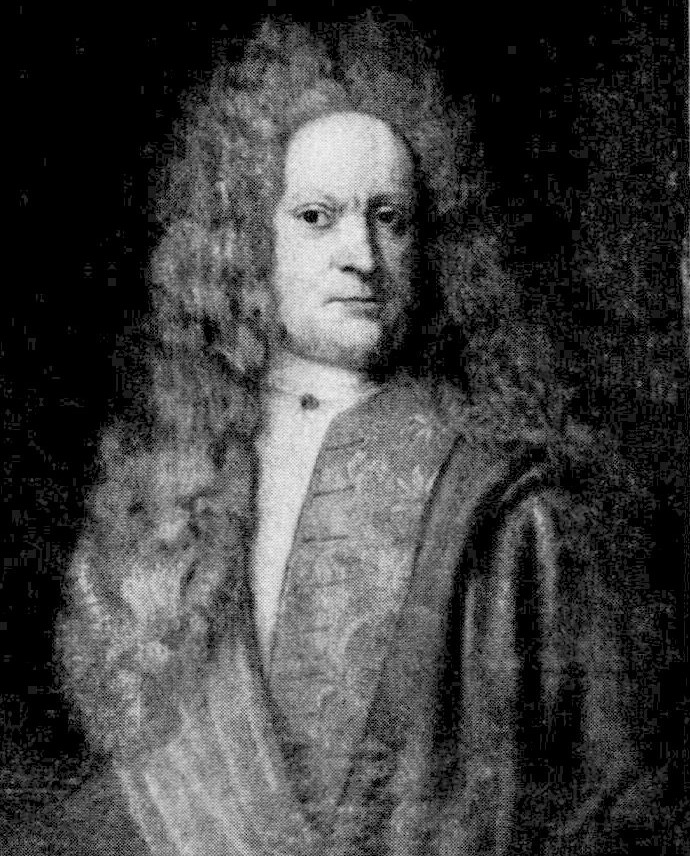
Jesper Elieson Ehrencreutz (1648-1722).

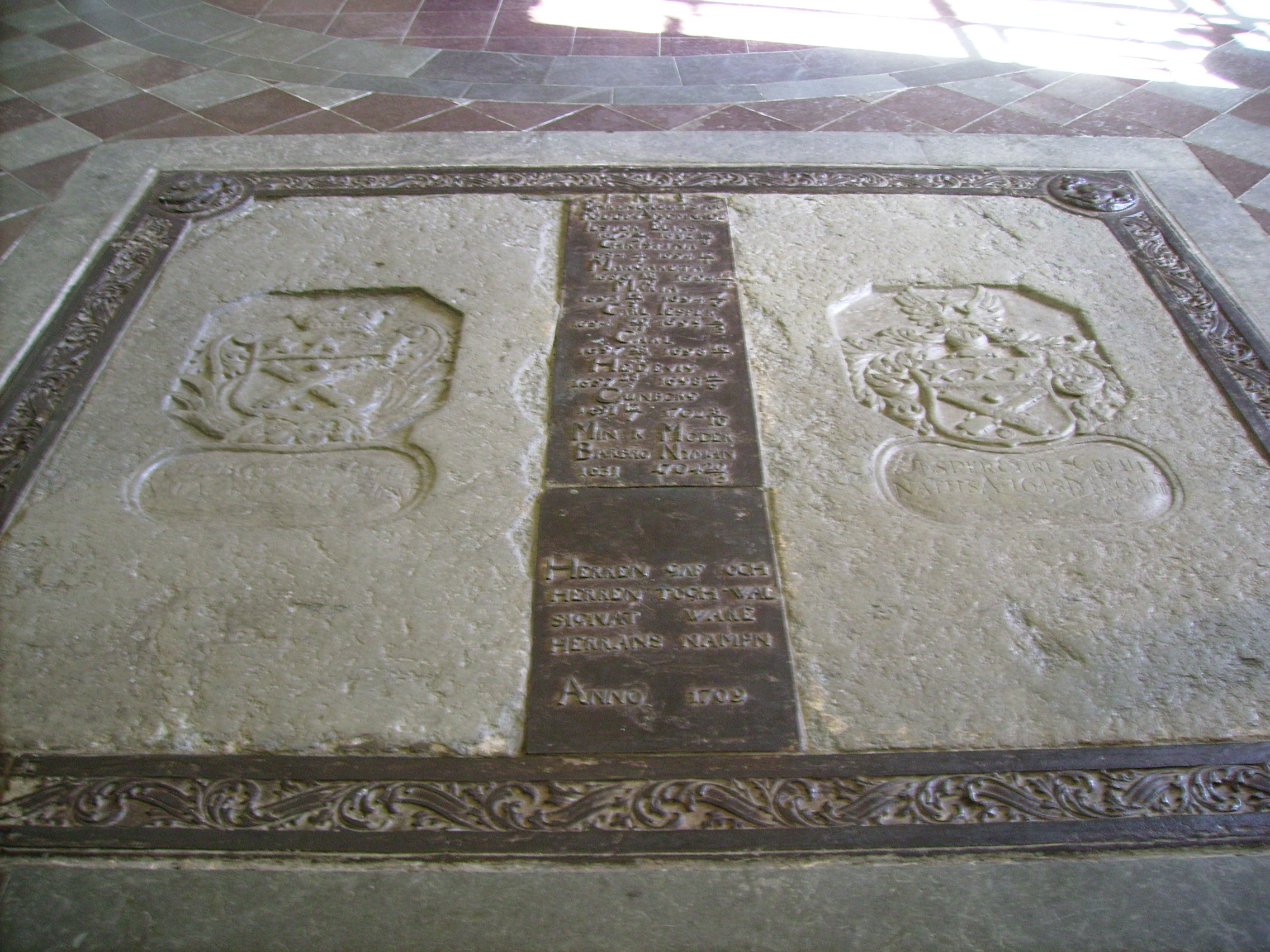
Ehrencreutz familjegrav mitt i korgolvet i Frustuna kyrka.

Ehrencreutz var en svensk adelsätt, adlad 1685 (nr 1339).

## Historik
Stamfader för ätten är Elias Jespersson som var bokhållare vid Malingsbo bruk i Söderbärke under mitten av 1600-talet. Hans hustru var Barbro Nyman. En av deras söner, Arendt Eliasson, blev stamfader till ätten Jerlström. Den andre sonen, Jesper Eliasson var brukspatron och anlade Lundholms bruk och Ehrendahls styckebruk. Han adlades 1695 med namnet Ehrencreutz, och introducerades på nummer 1339.
Jesper Ehrencreutz var gift med Gundborg Thomasdotter Andersén. Hennes far Thomas Andersén var handelsman och hennes mor hette Sara Nyman. Brodern Thomas adlades med namnet Blixenstierna. Jesper och Gundborg Ehrencreutz fick många barn, däribland landshövdingen Olof Benjamin, Elias Jesper som stupade i Fredrikshall och Thomas som stupade i Ukraina, men ätten fortlevde på svärdssidan bara med en son, Johan Ehrencreutz, som var kammarherre och bruksägare. Hans hustru Catharina Waller kom från Gotland. Sistnämnda makar fick en dotter som gifte sig med friherren Silfversparre, och sonen Johan Jesper Ehrencreutz som var kunglig livdrabant. Sedan han avlidit ogift slöts ätten på svärdssidan år 1774.